# Список умерших в 1242 году
В этой статье представлен список известных людей, умерших в 1242 году.
См. также: Категория:Умершие в 1242 году

## Январь
- 17 января — Абу Джафар аль-Мустансир Биллах — багдадский халиф из династии Аббасидов (1226—1242).

## Февраль
- 10 февраля:
  - Сидзё (10) — император Японии (1232—1242);
  - Вердиана[англ.] — итальянская отшельница, святая римско-католической церкви.
- 12 февраля — Генрих VII Гогенштауфен — король Сицилии (1212—1217), король Германии (1220—1235), герцог Швабии (1217—1235), умер в заключении.

## Март
- 21 марта — Капуано, Пьетро (младший) — кардинал-дьякон Сан-Джорджио-ин-Велабро (1219—1242)
- 26 марта — Уильям де Форс, 3-й граф Омаль — граф Албемарл (1214—1241)
- 28 марта — Теодорих II фон Вид[нем.] — архиепископ Трира (1212—1242)

## Апрель
- 4 апреля — Энгельхард — епископ Наумбурга (1206—1242)

## Май
- 12 мая — Вильгельм I фон Дипхольц[нем.] — епископ Миндена (1236—1242)
- 15 мая — Муиз уд дин Бахрам — султан Дели из Мамлюкской династии (1240—1242), убит.
- 29 мая — Гийом Арно[нем.] — один из первых инквизиторов на юге Франции, святой римско-католической церкви, убит[1].

## Июнь
- 11 июня — Пётр Родригес и компаньоны[англ.] — 7 членов Ордена Сантьяго, замученных маврами, святые римско-католической церкви.
- 26 июня — Томас де Бомон, 6-й граф Уорик — граф Уорик (1229—1242)

## Июль
- 1 июля — Чагатай (58) — монгольский государь, второй сын Чингис-хана и Бортэ; основатель Чагатайского улуса.
- 8 июля — Жак де Базош[фр.] — епископ Суассона (1219—1242)
- 14 июля — Ходзё Ясутоки — сиккэн сёгуната Камакура (1224—1242)
- 15 июля — Огасавара Нагакийо[англ.] — японский самурай, родоначальник клана Огасавара
- Чеслав Одровац[пол.] — апостол Силезии, святой римско-католической церкви, покровитель Вроцлава[2].

## Август
- 23 августа — Аршамбо VIII де Бурбон Великий — сеньор де Бурбон (1228—1242), коннетабль Оверни (1223—1230), родоначальник ветви Бурбон-Дампьер.
- Джордже Неманич, князь Зеты (1208—1220/1242).

## Октябрь
- 7 октября — Император Дзюнтоку (44) — Император Японии (1210—1221), умер после отречения в ссылке.
- Джон Маршал, английский аристократ, маршал Ирландии (1235—1236), граф Уорик (по праву жены) (1242).

## Ноябрь
- 4 ноября — Елена Энсельмини[итал.] — итальянская монахиня, святая римско-католической церкви.
- 19 ноября — Джоселин Уэлльский[англ.] — епископ Бата (1206—1242)

## Декабрь
- 4 декабря — Абд аль-Вахид ар-Рашид — халиф из династии Альмохадов (1232—1242)
- Гуго де Ласи, 1-й граф Ольстер — первый граф Ольстер (1205—1242)

## Дата неизвестна или требует уточнения
- Аймерик де Беленуа — гасконский трубадур.
- Ален V де Роган, 7-й виконт де Роган.
- Ангерран III де Куси — французский барон, сеньор замка и владения Куси в Пикардии (1191—1241). Погиб в результате несчастного случая
- Андрей Моравский[англ.] — епископ Морея (1222/4-1242)
- Блакассет[англ.] — провансальский трубадур, сын трубадура Блакаца.
- Ги I де Туар — виконт Туара (1234—1242)
- Гарсенда де Сабран — графиня Форкалькье (1209—1222), регент Прованса (1213—1217/1220), поэтесса, покровительница Окситанской литературы и трубадуров.
- Гуго III, граф Ретеля (с 1228); бургграф Ипра (1219—1236) (по правам жены).
- Дауд Абу аль-Фадл — еврейский врач, живший в Египте
- Джерланд Кальтаджиронский[фр.] — святой римско-католической церкви, покровитель больных.
- Иоанн Салернский — святой римско-католической церкви[3].
- Камалуддин ибн Юнус, арабский математик, астроном и богослов.
- Джон Комин, шотландский аристократ из клана Коминов, граф Ангус (по праву жены).
- Коргуз — монгольский губернатор Хорасана (уйгур по национальности) (1235—1242), казнён монголами.
- Мешко — князь Любушский (1241—1242)
- Нуньо Санчес — граф Руссильона и граф Сердани (1212—1242).
- Пьер де Вьель-Брид, 17/18-й Великий магистр ордена госпитальеров (1239/1240—1242), военачальник.
- Ричард II[фр.] — виконт дю Мэн (1237—1242)
- Филиппа де Дрё[англ.] — графиня-консорт Бара (1214—1239), жена Генриха II (графа Бара)
- Юг II — граф Водемона (1189—1242)